# カードラン
カードラン(curdlan)は、AgrobacteriumやAlcaligenesなどの細菌が発酵により培地中に生産する多糖で、1966年に大阪大学産業科学研究所の原田篤也教授により発見され、加熱すると固まる性質（curdle）からカードランと命名された。ほぼ純粋な直鎖のβ1,3-グルカンである。CAS登録番号は[54724-00-4]。
アルカリに可溶、過熱すると熱硬化性のゲルを作る、保水性に優れる、などの特徴を持つ。2001年にゲル化剤、安定化剤、増粘剤として食品添加物に認可され、中華麺、食肉加工品、練り製品、たれなどに添加されている。また、整髪料にも添加されている。